# Lista siturilor arheologice din județul Sibiu - M
Lista siturilor arheologice din județul Sibiu - M conține toate siturile arheologice din județul Sibiu înscrise în Repertoriul Arheologic Național (RAN) și aflate în localități al căror nume începe cu litera M. RAN este administrat de Ministerul Culturii și Patrimoniului Național și cuprinde date științifice, cartografice, topografice, imagini și planuri, precum și orice alte informații privitoare la zonele cu potențial arheologic, studiate sau nu, încă existente sau dispărute.
Puteți căuta un sit din localitățile care încep cu litera M folosind formularul de mai jos sau puteți naviga prin toate siturile din județ la Lista siturilor arheologice din județul Sibiu.
| Cod RAN                                    | Denumire | Localitate                          | Adresă                                                   | Datare                                                         | Descoperit    | Coordonate                                    | Imagine           | Erori            |
| ------------------------------------------ | --- | ----------------------------------- | -------------------------------------------------------- | -------------------------------------------------------------- | ------------- | --------------------------------------------- | ----------------- | ---------------- |
| 143628.01.01 (Cod LMI: SB-I-s-B-11963)     | Fortificația hallstattiană de la Mediaș - Pe Cetate / ansamblu anonim (Categorie: locuire și fortificație) (Tip: Fortificație de pământ)                                   | municipiul Mediaș                   | Pe Cetate                                                |                                                                |               |                                               | Încărcați imagine | Raportați eroare |
| 143628.02.01 (Cod LMI: SB-I-m-B-11964.03)  | Situl arheologic de la Mediaș - Teba / ansamblu anonim (Categorie: locuire) (Tip: Așezare)                                                                                 | municipiul Mediaș                   | Teba                                                     | geto-dacică sec. III - II î.Hr.                                |               |                                               | Încărcați imagine | Raportați eroare |
| 143628.02.02 (Cod LMI: SB-I-m-B-11964.01)  | Situl arheologic de la Mediaș - Teba / ansamblu anonim (Categorie: locuire) (Tip: Locuire)                                                                                 | municipiul Mediaș                   | Teba                                                     | sec. XII                                                       |               |                                               | Încărcați imagine | Raportați eroare |
| 143628.02.03 (Cod LMI: SB-I-m-B-11964.02)  | Situl arheologic de la Mediaș - Teba / ansamblu anonim (Categorie: locuire) (Tip: Necropolă)                                                                               | municipiul Mediaș                   | Teba                                                     | sec. V                                                         |               |                                               | Încărcați imagine | Raportați eroare |
| 143628.03.01 (Cod LMI: SB-I-s-B-11965)     | Necropola Latene de la Mediaș - Podei / ansamblu Necropolă celtică (Categorie: descoperire funerară) (Tip: Necropolă de incinerație)                                       | municipiul Mediaș                   | Podei                                                    | Celtică sec. IV î.Hr.                                          | 1860          |                                               | Încărcați imagine | Raportați eroare |
| 143628.04.01 (Cod LMI: SB-I-m-B-11966.04)  | Situl arheologic de la Mediaș - Baia de Nisip / ansamblu anonim (Categorie: locuire) (Tip: Așezare)                                                                        | municipiul Mediaș                   | Baia de Nisip                                            | Wietenberg                                                     | 1853          |                                               | Încărcați imagine | Raportați eroare |
| 143628.04.02 (Cod LMI: SB-I-m-B-11966.03)  | Situl arheologic de la Mediaș - Baia de Nisip / ansamblu anonim (Categorie: locuire) (Tip: Așezare)                                                                        | municipiul Mediaș                   | Baia de Nisip                                            |                                                                | 1853          |                                               | Încărcați imagine | Raportați eroare |
| 143628.04.03 (Cod LMI: SB-I-m-B-11966.01)  | Situl arheologic de la Mediaș - Baia de Nisip / ansamblu anonim (Categorie: locuire) (Tip: Așezare)                                                                        | municipiul Mediaș                   | Baia de Nisip                                            | geto-dacică                                                    | 1853          |                                               | Încărcați imagine | Raportați eroare |
| 143628.04.04 (Cod LMI: SB-I-m-B-11966.02)  | Situl arheologic de la Mediaș - Baia de Nisip / ansamblu anonim (Categorie: locuire) (Tip: necropola)                                                                      | municipiul Mediaș                   | Baia de Nisip                                            | sec. III - IV                                                  | 1853          |                                               | Încărcați imagine | Raportați eroare |
| 143628.04.05 (Cod LMI: SB-I-m-B-11966.05)  | Situl arheologic de la Mediaș - Baia de Nisip / ansamblu anonim (Categorie: locuire) (Tip: Necropolă)                                                                      | municipiul Mediaș                   | Baia de Nisip                                            |                                                                | 1853          |                                               | Încărcați imagine | Raportați eroare |
| 143628.05.01 (Cod LMI: SB-I-m-B-11967.02)  | Situl arheologic de la Mediaș - Gura Câmpului / ansamblu anonim (Categorie: locuire civilă) (Tip: Așezare)                                                                 | municipiul Mediaș                   | Gura Câmpului                                            |                                                                | Gh. Banu 1970 |                                               | Încărcați imagine | Raportați eroare |
| 143628.05.02 (Cod LMI: SB-I-m-B-11967.01)  | Situl arheologic de la Mediaș - Gura Câmpului / ansamblu anonim (Categorie: locuire civilă) (Tip: Așezare)                                                                 | municipiul Mediaș                   | Gura Câmpului                                            |                                                                | Gh. Banu 1970 |                                               | Încărcați imagine | Raportați eroare |
| 143628.05.03 (Cod LMI: SB-I-s-B-11967)     | Situl arheologic de la Mediaș - Gura Câmpului / ansamblu anonim (Categorie: locuire civilă) (Tip: Așezare)                                                                 | municipiul Mediaș                   | Gura Câmpului                                            | Petrești                                                       | Gh. Banu 1970 |                                               | Încărcați imagine | Raportați eroare |
| 143628.06.01 (Cod LMI: SB-I-s-B-11968)     | Necropola din epoca medievală de la Mediaș - Dealul Furcilor / ansamblu anonim (Categorie: descoperire funerară) (Tip: Necropolă birituală)                                | municipiul Mediaș                   | Dealul Furcilor                                          | sec. IX - X d.Hr.                                              |               |                                               | Încărcați imagine | Raportați eroare |
| 144937.01.01 (Cod LMI: SB-I-s-B-11971)     | Villa rustica de la Miercurea Sibiului - Secaș / ansamblu Villa rustica (Categorie: locuire civilă) (Tip: Villa rustica)                                                   | oraș Miercurea Sibiului             | Secaș                                                    | romană sec. II - III                                           |               |                                               | Încărcați imagine | Raportați eroare |
| 144937.02.01 (Cod LMI: SB-I-s-B-11972)     | Villa rustica de la Miercurea Sibiului / ansamblu Villa rustica (Categorie: locuire civilă) (Tip: Villa rustica)                                                           | oraș Miercurea Sibiului             |                                                          | romană sec. II - III                                           |               |                                               | Încărcați imagine | Raportați eroare |
| 144937.03.01 (Cod LMI: SB-I-s-B-11973)     | Villa rustica de la Miercurea Sibiului - Coșcane / ansamblu Villa rustica (Categorie: locuire) (Tip: Fermă)                                                                | oraș Miercurea Sibiului             | Coșcane                                                  | romană sec. II - III                                           |               |                                               | Încărcați imagine | Raportați eroare |
| 144937.04.01 (Cod LMI: SB-I-s-B-11974)     | Situl arheologic de la Miercurea Sibiului / ansamblu anonim (Categorie: construcție) (Tip: Construcție)                                                                    | oraș Miercurea Sibiului             |                                                          | romană sec. II - III                                           |               |                                               | Încărcați imagine | Raportați eroare |
| 144937.04.02 (Cod LMI: SB-I-s-B-11974)     | Situl arheologic de la Miercurea Sibiului / ansamblu anonim (Categorie: construcție) (Tip: Așezare)                                                                        | oraș Miercurea Sibiului             |                                                          | Starčevo - Criș                                                |               |                                               | Încărcați imagine | Raportați eroare |
| 144937.04.03 (Cod LMI: SB-I-s-B-11974)     | Situl arheologic de la Miercurea Sibiului / ansamblu anonim (Categorie: construcție) (Tip: Așezare)                                                                        | oraș Miercurea Sibiului             |                                                          | Vinča                                                          |               |                                               | Încărcați imagine | Raportați eroare |
| 144937.04.04 (Cod LMI: SB-I-s-B-11974)     | Situl arheologic de la Miercurea Sibiului / ansamblu anonim (Categorie: construcție) (Tip: Așezare)                                                                        | oraș Miercurea Sibiului             |                                                          | Petrești                                                       |               |                                               | Încărcați imagine | Raportați eroare |
| 145113.01.01 (Cod LMI: SB-I-s-B-11975)     | Necropola Latene de la Moșna - "Burgweg" / ansamblu anonim (Categorie: descoperire funerară) (Tip: Necropolă)                                                              | sat Moșna, comuna Moșna             | Burgweg                                                  | geto-dacică sec. I a. Chr.                                     |               |                                               | Încărcați imagine | Raportați eroare |
| 144768.01.01                               | Conacul Apafy și așezarea medievală de la Mălâncrav / ansamblu anonim (Categorie: locuire civilă) (Tip: Așezare)                                                           | sat Mălăncrav, comuna Laslea        | Conacul Apafi                                            | sec.XIV-XVII                                                   |               |                                               | Încărcați imagine | Raportați eroare |
| 144768.01.02                               | Conacul Apafy și așezarea medievală de la Mălâncrav / ansamblu Conacul Apafi (Categorie: locuire civilă) (Tip: Conac)                                                      | sat Mălăncrav, comuna Laslea        | Conacul Apafi                                            | sec.XVIII-XIXI                                                 |               |                                               | Încărcați imagine | Raportați eroare |
| 144848.01.01                               | Așezarea romană și postromană de la Mândra / ansamblu anonim (Categorie: locuire civilă) (Tip: Așezare)                                                                    | sat Mândra, comuna Loamneș          |                                                          |                                                                |               |                                               | Încărcați imagine | Raportați eroare |
| 144848.01.02                               | Așezarea romană și postromană de la Mândra / ansamblu anonim (Categorie: locuire civilă) (Tip: Așezare rurală)                                                             | sat Mândra, comuna Loamneș          |                                                          |                                                                |               |                                               | Încărcați imagine | Raportați eroare |
| 144937.07.01                               | Situl arheologic de la Miercurea Sibiului - Gura Văii / ansamblu anonim (Categorie: locuire) (Tip: Așezare)                                                                | oraș Miercurea Sibiului             | Gura Văii                                                |                                                                |               |                                               | Încărcați imagine | Raportați eroare |
| 145113.03.01 (Cod LMI: SB-II-m-A-12471.01) | Biserica evanghelică fortificată de la Moșna / ansamblu Biserica evanghelică (Categorie: structură de cult/religioasă) (Tip: Biserică)                                     | sat Moșna, comuna Moșna             | Biserica evanghelică                                     | cca 1480 - 1486, 1491; 1498; 1589                              |               |                                               | Încărcați imagine | Raportați eroare |
| 145113.03.02 (Cod LMI: SB-II-m-A-12471.02) | Biserica evanghelică fortificată de la Moșna / ansamblu Cetate țărănească (Categorie: structură de cult/religioasă) (Tip: Incintă fortificată)                             | sat Moșna, comuna Moșna             | Biserica evanghelică                                     | sec.XIV-XVI                                                    |               |                                               | Încărcați imagine | Raportați eroare |
| 145113.03.03                               | Biserica evanghelică fortificată de la Moșna / ansamblu anonim (Categorie: structură de cult/religioasă) (Tip: Capelă)                                                     | sat Moșna, comuna Moșna             | Biserica evanghelică                                     | sec. XV                                                        |               |                                               | Încărcați imagine | Raportați eroare |
| 144937.05.01                               | Situl arheologic de la Miercurea Sibiului - La Mălăiești / ansamblu anonim (Categorie: locuire civilă) (Tip: Villa rustica)                                                | oraș Miercurea Sibiului             | La Mălăiești                                             | romană sec.II-III                                              |               |                                               | Încărcați imagine | Raportați eroare |
| 144937.05.02                               | Situl arheologic de la Miercurea Sibiului - La Mălăiești / ansamblu așezare neolitică (Categorie: locuire civilă) (Tip: Așezare)                                           | oraș Miercurea Sibiului             | La Mălăiești                                             | Starčevo - Criș neolitic                                       |               |                                               | Încărcați imagine | Raportați eroare |
| 144937.05.03                               | Situl arheologic de la Miercurea Sibiului - La Mălăiești / ansamblu așezare eneolitică (Categorie: locuire civilă) (Tip: Așezare)                                          | oraș Miercurea Sibiului             | La Mălăiești                                             | Petrești eneolitic                                             |               |                                               | Încărcați imagine | Raportați eroare |
| 145006.03.01                               | Așezarea Petrești de la Micăsasa - Șesul Țapului / ansamblu anonim (Categorie: locuire civilă) (Tip: Așezare)                                                              | sat Micăsasa, comuna Micăsasa       | Șesul Țapului                                            | Petrești                                                       |               |                                               | Încărcați imagine | Raportați eroare |
| 145113.04.01                               | Așezarea neolitică de la Moșna - La Râpă / ansamblu anonim (Categorie: locuire civilă) (Tip: Așezare)                                                                      | sat Moșna, comuna Moșna             | La Râpă                                                  | Petrești                                                       |               |                                               | Încărcați imagine | Raportați eroare |
| 145006.02.01 (Cod LMI: SB-II-m-B-12461)    | Biserică la Micăsasa / ansamblu Biserica reformată si romano-catolică (Categorie: structură de cult/religioasă) (Tip: Biserică)                                            | sat Micăsasa, comuna Micăsasa       |                                                          | sec. XIII, reconstruită sec. XIV-XV, tranf. sec. XVIII         |               |                                               | Încărcați imagine | Raportați eroare |
| 144900.01.01 (Cod LMI: SB-II-m-B-12414.02) | Ansamblul bisericii fortificate evanghelice de la Marpod / ansamblu anonim (Categorie: locuire) (Tip: Incinta fortificată)                                                 | sat Marpod, comuna Marpod           | 357                                                      | sec. XV - XVI                                                  |               |                                               | Încărcați imagine | Raportați eroare |
| 144900.01.02 (Cod LMI: SB-II-m-B-12414.01) | Ansamblul bisericii fortificate evanghelice de la Marpod / ansamblu anonim (Categorie: locuire) (Tip: Biserică)                                                            | sat Marpod, comuna Marpod           | 357                                                      | 2/2 sec. XVII                                                  |               |                                               | Încărcați imagine | Raportați eroare |
| 144768.02.01                               | Biserica medievală de la Mălăncrav / ansamblu anonim (Categorie: structură de cult/religioasă) (Tip: Biserică)                                                             | sat Mălăncrav, comuna Laslea        | 87                                                       | sec. XIV                                                       |               |                                               | Încărcați imagine | Raportați eroare |
| 144768.02.02                               | Biserica medievală de la Mălăncrav / ansamblu anonim (Categorie: structură de cult/religioasă) (Tip: Incintă)                                                              | sat Mălăncrav, comuna Laslea        | 87                                                       | sec. XV                                                        |               |                                               | Încărcați imagine | Raportați eroare |
| 143628.12.01 (Cod LMI: SB-II-m-A-12424.01) | Ansamblul bisericii evanghelice fortificate de la Mediaș / ansamblu Biserica evanghelică fostă "Sf. Margareta", cu Turnul Trompeților (Categorie: locuire) (Tip: Biserică) | municipiul Mediaș                   | Piața Castelului 1                                       | 1330 - 1340; 1437 - 1440; transf. sec. XVII - XIX              |               |                                               | Încărcați imagine | Raportați eroare |
| 143628.12.02 (Cod LMI: SB-II-m-A-12424.06) | Ansamblul bisericii evanghelice fortificate de la Mediaș / ansamblu Primăria veche (Categorie: locuire) (Tip: Primărie)                                                    | municipiul Mediaș                   | Piața Castelului 1                                       | 1616                                                           |               |                                               | Încărcați imagine | Raportați eroare |
| 143628.12.03 (Cod LMI: SB-II-m-A-12424.05) | Ansamblul bisericii evanghelice fortificate de la Mediaș / ansamblu anonim (Categorie: locuire) (Tip: Casă parohială)                                                      | municipiul Mediaș                   | Piața Castelului 1                                       | sf. sec. XV                                                    |               |                                               | Încărcați imagine | Raportați eroare |
| 143628.12.04 (Cod LMI: SB-II-m-A-12424.04) | Ansamblul bisericii evanghelice fortificate de la Mediaș / ansamblu Casa predicatorilor (Categorie: locuire) (Tip: Casă)                                                   | municipiul Mediaș                   | Piața Castelului 1                                       | sec. XVI                                                       |               |                                               | Încărcați imagine | Raportați eroare |
| 143628.12.05 (Cod LMI: SB-II-m-A-12424.07) | Ansamblul bisericii evanghelice fortificate de la Mediaș / ansamblu anonim (Categorie: locuire) (Tip: Incintă fortificată)                                                 | municipiul Mediaș                   | Piața Castelului 1                                       | sec. XV - XVI                                                  |               |                                               | Încărcați imagine | Raportați eroare |
| 143628.11.01 (Cod LMI: SB-II-m-B-12417.02) | Latura de nord a fortificațiilor medievale ale orașului Mediaș / ansamblu anonim (Categorie: fortificație) (Tip: Zid de apărare)                                           | municipiul Mediaș                   | str. Brâncoveanu Constantin                              | sec. XV                                                        |               |                                               | Încărcați imagine | Raportați eroare |
| 143628.10.01 (Cod LMI: SB-II-m-B-12417.04) | Latura de sud a fortificațiilor medievale ale orașului Mediaș / ansamblu anonim (Categorie: fortificație) (Tip: Zid de apărare)                                            | municipiul Mediaș                   | str. Cloșca 1 - 7                                        | sec. XV                                                        |               |                                               | Încărcați imagine | Raportați eroare |
| 143628.07.01 (Cod LMI: SB-II-m-B-12425)    | Casa de la Mediaș - str. Gheorghe Doja 10 / ansamblu anonim (Categorie: construcție) (Tip: Casă)                                                                           | municipiul Mediaș                   | str. Gheorghe Doja 10                                    | sec. XVIII                                                     |               |                                               | Încărcați imagine | Raportați eroare |
| 143628.09.01 (Cod LMI: SB-II-m-B-12417.03) | Latura de est din ansamblul fortificațiilor orașului Mediaș / ansamblu anonim (Categorie: fortificație) (Tip: Zid de apărare)                                              | municipiul Mediaș                   | str. După Zid 2 - 6                                      | sec. XV - XVI                                                  |               |                                               | Încărcați imagine | Raportați eroare |
| 143628.13.02 (Cod LMI: SB-II-a-A-12438)    | Mănăstirea observanților "Sf. Elisabeta" de la Mediaș / ansamblu Mănăstirea Franciscanilor (Categorie: structură de cult/religioasă) (Tip: Mănăstire)                      | municipiul Mediaș                   | str. Mihai Viteazul 44 - 46                              | cca. 1490 - 1510, 1721 - 1733                                  |               | 46°09′40″N 24°21′10″E / 46.16109°N 24.35271°E | Încărcați imagine | Raportați eroare |
| 143628.13.01 (Cod LMI: SB-II-a-A-12438)    | Mănăstirea observanților "Sf. Elisabeta" de la Mediaș / ansamblu Biserica franciscană "Imaculata Concepțiune" (Categorie: structură de cult/religioasă) (Tip: Biserică)    | municipiul Mediaș                   | str. Mihai Viteazul 44 - 46                              | cca. 1490 - 1515, 1742                                         |               | 46°09′40″N 24°21′10″E / 46.16109°N 24.35271°E | Încărcați imagine | Raportați eroare |
| 144973.01.01                               | Ansamblul bisericii evanghelice fortificate de la Merghindeal / ansamblu anonim (Categorie: locuire) (Tip: Fragmente cetate sătească)                                      | sat Merghindeal, comuna Merghindeal | 230                                                      | sec. XV - XVI                                                  |               |                                               | Încărcați imagine | Raportați eroare |
| 144973.01.02                               | Ansamblul bisericii evanghelice fortificate de la Merghindeal / ansamblu Biserica fortificată (Categorie: locuire) (Tip: Biserică)                                         | sat Merghindeal, comuna Merghindeal | 230                                                      | sec. XIII; fortificații și transf. sec. XV - XVI; tavan - 1803 |               |                                               | Încărcați imagine | Raportați eroare |
| 145060.01.01 (Cod LMI: SB-II-m-B-12459.02) | Ansamblul bisericii evanghelice fortificate de la Metiș / ansamblu Fragmente cetate cu turn în N (Categorie: locuire) (Tip: Cetate)                                        | sat Metiș, comuna Mihăileni         | 2                                                        | sec. XV - XVI                                                  |               |                                               | Încărcați imagine | Raportați eroare |
| 145060.01.02 (Cod LMI: SB-II-m-B-12459.01) | Ansamblul bisericii evanghelice fortificate de la Metiș / ansamblu anonim (Categorie: locuire) (Tip: biserică)                                                             | sat Metiș, comuna Mihăileni         | 2                                                        | sec. XV                                                        |               |                                               | Încărcați imagine | Raportați eroare |
| 144937.08.01 (Cod LMI: SB-II-m-A-12464.02) | Ansamblul bisericii evanghelice fortificate de la Miercurea Sibiului / ansamblu anonim (Categorie: locuire) (Tip: Cetate sătească)                                         | oraș Miercurea Sibiului             | 219-220                                                  | sec. XIII; refăcută sec. XV - XIX                              |               |                                               | Încărcați imagine | Raportați eroare |
| 144937.08.02 (Cod LMI: SB-II-m-A-12464.01) | Ansamblul bisericii evanghelice fortificate de la Miercurea Sibiului / ansamblu anonim (Categorie: locuire) (Tip: Biserică)                                                | oraș Miercurea Sibiului             | 219-220                                                  | sec. XIII; refăcută sec. XVI - XVIII (boltă nouă)              |               |                                               | Încărcați imagine | Raportați eroare |
| 144937.08.03 (Cod LMI: SB-II-m-A-12464.03) | Ansamblul bisericii evanghelice fortificate de la Miercurea Sibiului / ansamblu Casă parohială (Categorie: locuire) (Tip: Casă)                                            | oraș Miercurea Sibiului             | 219-220                                                  | sec. XVI                                                       |               |                                               | Încărcați imagine | Raportați eroare |
| 145079.01.01 (Cod LMI: SB-II-m-B-12468.02) | Ansamblul bisericii evanghelice fortificate de la Moardăș / ansamblu Incintă de zidărie păstrată fragmentar (Categorie: fortificație) (Tip: Incinta fortificată)           | sat Moardăș, comuna Mihăileni       | 96                                                       | sec. XV - XVI                                                  |               |                                               | Încărcați imagine | Raportați eroare |
| 145079.01.02 (Cod LMI: SB-II-m-B-12468.01) | Ansamblul bisericii evanghelice fortificate de la Moardăș / ansamblu Biserica fostă "Sf. Nicolae" (Categorie: fortificație) (Tip: Biserică)                                | sat Moardăș, comuna Mihăileni       | 96                                                       | sec. XIV - XV; fortificații sec. XV                            |               |                                               | Încărcați imagine | Raportați eroare |
| 145989.01.01 (Cod LMI: SB-II-a-B-12473)    | Cetate sătească cu biserică (fostă "Sf. Martin") / ansamblu anonim (Categorie: construcție) (Tip: Cetate sătească cu biserică)                                             | sat Motiș, comuna Valea Viilor      | 109                                                      | sec. XV - XVI; 1631; 1832 - 1835                               |               |                                               | Încărcați imagine | Raportați eroare |
| 145989.01.02 (Cod LMI: SB-II-m-B-12473.01) | Cetate sătească cu biserică (fostă "Sf. Martin") / ansamblu Biserica fostă "Sf. Martin" (Categorie: construcție) (Tip: Biserică)                                           | sat Motiș, comuna Valea Viilor      | 109                                                      | sec. XV-XVIII                                                  |               |                                               | Încărcați imagine | Raportați eroare |
| 145989.01.03 (Cod LMI: SB-II-m-B-12473.02) | Cetate sătească cu biserică (fostă "Sf. Martin") / ansamblu anonim (Categorie: construcție) (Tip: Fortificații)                                                            | sat Motiș, comuna Valea Viilor      | 109                                                      | sec. XVI-XVII                                                  |               |                                               | Încărcați imagine | Raportați eroare |
| 144679.01.01 (Cod LMI: SB-II-m-B-12474.02) | Ansamblul bisericii evanghelice fortificate de la Movile / ansamblu anonim (Categorie: locuire) (Tip: Cetate sătească)                                                     | sat Movile, comuna Iacobeni         | 164                                                      | sec. XV - XVI                                                  |               |                                               | Încărcați imagine | Raportați eroare |
| 144679.01.02 (Cod LMI: SB-II-m-B-12474.01) | Ansamblul bisericii evanghelice fortificate de la Movile / ansamblu Biserica fortificată (Categorie: locuire) (Tip: Biserică)                                              | sat Movile, comuna Iacobeni         | 164                                                      | sec. XIV; refăcută XV - XVI (1425; 1495; 1730)                 |               |                                               | Încărcați imagine | Raportați eroare |
| 144679.01.03 (Cod LMI: SB-II-m-B-12474.03) | Ansamblul bisericii evanghelice fortificate de la Movile / ansamblu anonim (Categorie: locuire) (Tip: Incinta fortificată)                                                 | sat Movile, comuna Iacobeni         | 164                                                      | sec. XVI                                                       |               |                                               | Încărcați imagine | Raportați eroare |
| 144768.03.01                               | Complexul arheologicde la Mălăncrav - Dealul Cetății / ansamblu anonim (Categorie: construcție defensivă) (Tip: Fortificație)                                              | sat Mălăncrav, comuna Laslea        | Dealul Cetății                                           | XIII-XIV                                                       |               |                                               | Încărcați imagine | Raportați eroare |
| 144768.04.01                               | Așezarea de tip Coțofeni de la Mălăncrav - Valea Rujii / ansamblu anonim (Categorie: locuire) (Tip: așezare)                                                               | sat Mălăncrav, comuna Laslea        | Valea Rujii                                              | Coțofeni                                                       |               |                                               | Încărcați imagine | Raportați eroare |
| 144768.05.01                               | Morminte de incinerație de la Mălăncrav - Strada Crișului, nr. 416 / ansamblu anonim (Categorie: descoperire funerară) (Tip: gropi cu morminte)                            | sat Mălăncrav, comuna Laslea        | Strada Crișului, nr. 416, punct Strada Crișului, nr. 416 |                                                                |               |                                               | Încărcați imagine | Raportați eroare |
| 144768.06.01                               | Așezarea deschisă de la Mălăncrav - Valea Viilor / ansamblu anonim (Categorie: locuire) (Tip: așezare deschisă)                                                            | sat Mălăncrav, comuna Laslea        | Valea Viilor                                             | VII-IX d.Hr.                                                   |               |                                               | Încărcați imagine | Raportați eroare |
| 143628.14.01                               | Situl arheologic de la Mediaș - Hășmaș / ansamblu anonim (Categorie: locuire) (Tip: Mormânt de incinerație)                                                                | municipiul Mediaș                   | Hășmaș                                                   | Wietenberg                                                     |               |                                               | Încărcați imagine | Raportați eroare |
| 143628.14.02                               | Situl arheologic de la Mediaș - Hășmaș / ansamblu anonim (Categorie: locuire) (Tip: așezare)                                                                               | municipiul Mediaș                   | Hășmaș                                                   | Wietenberg                                                     |               |                                               | Încărcați imagine | Raportați eroare |
| 143628.14.03                               | Situl arheologic de la Mediaș - Hășmaș / ansamblu anonim (Categorie: locuire) (Tip: așezare)                                                                               | municipiul Mediaș                   | Hășmaș                                                   | romană                                                         |               |                                               | Încărcați imagine | Raportați eroare |
| 143628.15.01                               | Necropola de la Mediaș - Măzăriște pe Șes / ansamblu anonim (Categorie: descoperire funerară) (Tip: Necropolă)                                                             | municipiul Mediaș                   | Măzăriște pe Șes                                         | Schneckenberg                                                  | 1973          |                                               | Încărcați imagine | Raportați eroare |
| 143628.15.02                               | Necropola de la Mediaș - Măzăriște pe Șes / ansamblu anonim (Categorie: descoperire funerară) (Tip: Necropolă)                                                             | municipiul Mediaș                   | Măzăriște pe Șes                                         | Sântana de Mureș                                               | 1973          |                                               | Încărcați imagine | Raportați eroare |
| 143628.16.01                               | Tezaurul de obiecte dacice de la Mediaș / ansamblu anonim (Categorie: depozit/tezaur) (Tip: tezaur)                                                                        | municipiul Mediaș                   |                                                          | dacică                                                         | 1899          |                                               | Încărcați imagine | Raportați eroare |
| 143584.02.01                               | Așezarea Wietenberg de la Mohu / ansamblu anonim (Categorie: locuire) (Tip: așezare)                                                                                       | sat Mohu, comuna Șelimbăr           |                                                          | Wietenberg                                                     | S. A. Luca    |                                               | Încărcați imagine | Raportați eroare |
| 145006.01.03 (Cod LMI: SB-I-m-A-11969.02)  | Situl arheologic de la Micăsasa / ansamblu anonim (Categorie: locuire civilă) (Tip: așezare romană)                                                                        | sat Micăsasa, comuna Micăsasa       |                                                          |                                                                |               |                                               | Încărcați imagine | Raportați eroare |
| 145006.01.01 (Cod LMI: SB-I-m-A-11969.03)  | Situl arheologic de la Micăsasa / ansamblu anonim (Categorie: locuire civilă) (Tip: Așezare rurală)                                                                        | sat Micăsasa, comuna Micăsasa       |                                                          | sec. II - III                                                  |               |                                               | Încărcați imagine | Raportați eroare |
| 145006.01.02 (Cod LMI: SB-I-m-A-11969.01)  | Situl arheologic de la Micăsasa / ansamblu anonim (Categorie: locuire civilă) (Tip: Locuire)                                                                               | sat Micăsasa, comuna Micăsasa       |                                                          | sec. IV - VI                                                   |               |                                               | Încărcați imagine | Raportați eroare |
| 144937.06.01                               | Situl arheologic de la Miercurea Sibiului - Petriș / ansamblu anonim (Categorie: locuire) (Tip: Așezare)                                                                   | oraș Miercurea Sibiului             | Petriș                                                   | Starčevo - Criș                                                | 1997          | 45°53′52″N 23°45′32″E / 45.89764°N 23.75881°E | Încărcați imagine | Raportați eroare |
| 144937.06.02                               | Situl arheologic de la Miercurea Sibiului - Petriș / ansamblu anonim (Categorie: locuire) (Tip: Așezare)                                                                   | oraș Miercurea Sibiului             | Petriș                                                   | Vinča - timpurie și târzie (Vinca - Turdas)                    | 1997          | 45°53′52″N 23°45′32″E / 45.89764°N 23.75881°E | Încărcați imagine | Raportați eroare |
| 144937.06.03                               | Situl arheologic de la Miercurea Sibiului - Petriș / ansamblu anonim (Categorie: locuire) (Tip: Așezare)                                                                   | oraș Miercurea Sibiului             | Petriș                                                   | Petrești                                                       | 1997          | 45°53′52″N 23°45′32″E / 45.89764°N 23.75881°E | Încărcați imagine | Raportați eroare |
| 144937.06.04                               | Situl arheologic de la Miercurea Sibiului - Petriș / ansamblu anonim (Categorie: locuire) (Tip: Necropolă de inhumație)                                                    | oraș Miercurea Sibiului             | Petriș                                                   | germanică                                                      | 1997          | 45°53′52″N 23°45′32″E / 45.89764°N 23.75881°E | Încărcați imagine | Raportați eroare |
| 144937.06.05                               | Situl arheologic de la Miercurea Sibiului - Petriș / ansamblu anonim (Categorie: locuire) (Tip: Așezare)                                                                   | oraș Miercurea Sibiului             | Petriș                                                   | Turdaș                                                         | 1997          | 45°53′52″N 23°45′32″E / 45.89764°N 23.75881°E | Încărcați imagine | Raportați eroare |
| 144937.06.06                               | Situl arheologic de la Miercurea Sibiului - Petriș / ansamblu anonim (Categorie: locuire) (Tip: Așezare)                                                                   | oraș Miercurea Sibiului             | Petriș                                                   |                                                                | 1997          | 45°53′52″N 23°45′32″E / 45.89764°N 23.75881°E | Încărcați imagine | Raportați eroare |
| 144937.06.07                               | Situl arheologic de la Miercurea Sibiului - Petriș / ansamblu anonim (Categorie: locuire) (Tip: Așezare)                                                                   | oraș Miercurea Sibiului             | Petriș                                                   |                                                                | 1997          | 45°53′52″N 23°45′32″E / 45.89764°N 23.75881°E | Încărcați imagine | Raportați eroare |